# 千秋县
千秋县，中国旧县名。

唐玄宗天宝元年（公元742年），为纪念玄宗李隆基生日，割江都县、六合县、高邮县三县地置千秋县，属淮南道扬州（广陵郡）。天宝七年，千秋节改为天长节，千秋县也随之易名天长县。